# Frälsningsarméns sångbok 1968
Frälsningsarméns sångbok från 1968 är en reviderad upplaga av Frälsningsarméns sångbok 1959 och innehåller 725 sånger och 169 körer. Till denna sångbok utgavs 1970 en musikjournal för hornmusik (Brassband). 1978 utkom Frälsningsarméns Musikbok som innehåller samma sånger och numrering som 1968 års sångbok. Musikboken är arrangerad för fyra stämmor och innehåller även ett utförligt författar- och tonsättarregister.

## Sånger

### Frälsning
```
1 
O, gränslösa frälsning

2 
Anden kom ifrån himlen sänd

3 
Bort från ditt hem

4 
Broder, du som följer syndens breda väg

5 
Bröllopet tillrett står

6 
Den hand som blev naglad

7 
Den store läkaren är här
 
Finns på Wikisource
.

8 
Det finns en källa, fylld med blod

9 
Det finns en underbar källa

10 
Det givs en tid för andra tider
 
Finns på Wikisource
.
 (
Sions Nya Sånger
 nr 158)
11 
Det går en våg utav väckelse

12 
Det är ett fast ord
 
Finns på Wikisource
.

13 
Din Frälsare tåligt står väntande

14 
Din själ du måste renad få

15 
Du som bär på syndens tunga börda

16 
Dyster är vägen

17 
Då solen sjönk i västerled

18 
Ej långt, ej långt från Guds rike

19 
En blick på den korsfäste livet dig ger
 
Finns på Wikisource
.

20 
En nådastol Herren Gud oss givit
 
Finns på Wikisource
.

21 
En tillflyktsort i stormens tid

22 
Endast ett steg till Jesus

23 
Ett ljus bröt fram i mörkret

24 
Evangelii budskap ljuder

25 
Fattiga, sorgbundna trälar

26 
Finns här ett ångerfullt hjärta

27 
Finns väl någon här som gråter

28 
Fjärran från Gud har du irrat

29 
Fruktar och tvivlar du ännu

30 
Från himlen långt din fot har strövat

31 
Får en arm syndare fly till Jesus

32 
Guds Son från himlen kom hit ned

33 
Hans namn skall vara Jesus

34 
Har du inte rum för Jesus

35 
Har du mod att följa Jesus

36 
Herren bjuder alla frälsning

37 
Här en källa går fram

38 
Här en källa rinner
 
Finns på Wikisource
.

39 
Härligt nu skallar frälsningens bud

40 
Hör, hur Jesu stämma ljuder

41 
I dag finns nåd, mer värd än guld

42 
I den tysta midnatsstunden

43 
I Jesu namn får du komma

44 
Ingen hinner fram till den eviga ron
 
Finns på Wikisource
.

45 
Irrande flykting från hemmet det ljuva

46 
Jag har ett budskap, en hälsning från Jesus

47 
Jag har hört om Herren Jesus hur han gick på stormigt hav

48 
Jag vet en källa som djup och klar

49 
Jag vet en port som öppen står
 
Finns på Wikisource
.

50 
Jag vet en skön och härlig värld

51 
Jag är ej värd, o Gud

52 
Jesus från Nasaret går här fram

53 
Jesus kallar oss till sig

54 
Jesus kan allt förvandla

55 
Jesus kom till detta fallna släkte

56 
Jesus, se mig vid din fot

57 
Jesus söker alla

58 
Jesus, vid din fot med skövlat hopp

59 
Just som jag är, jag intet har
 
Finns på Wikisource
.

60a 
Klippa, du som brast för mig
 melodi: 
Thomas Hastings
 
Finns på Wikisource
.

60b 
Klippa, du som brast för mig
 melodi: 
Jean Jacques Rousseau
 
Finns på Wikisource
.

61 
Kom, du arma själ som lider

62 
Kom nu till Jesus

63 
Kom, o kom, du betyngda själ

64 
Kommen till mig, i alla

65 
Kära själ, som irrar fjärran

66 
Kärlek utan gränser, rik och fri
 
Finns på Wikisource
.

67 
Livet försvinner i hast som en dröm
 
Finns på Wikisource
.

68 
Ljuvligt och kärleksfullt Jesus hörs kalla

69 
Lyssna nu, hör Herrens maning

70 
Låt mig få höra om Jesus

71 
Låt mig sjunga nu

72 
Lämna dig helt åt Jesus
 
Finns på Wikisource
.

73 
Medan allting ler och blommar
 
Finns på Wikisource
.

74 
Mitt rop nu hör, o, Herre kär

75 
Mångtusen frälsta tågat in i himmelens palats

76 
När det en gång mot afton lider

77 
O, du som länge borta gått

78 
O, har du ej hört om en Frälsare god

79 
O, låt ej Herren gå förbi

80 
O, skynda till Jesus

81 
O, sprid det glada budskap vida

82 
O, öppna ditt hjärta för Herran

83 
Om din synd än är blodröd

84 
Om min Frälsares kärlek jag hört

85 
Se, en källa där flödar så fri

86 
Se, från Guds tron så skinande klar

87 
Själ, i stormens brus

88 
Skynda till Jesus, Frälsaren kär
 
Finns på Wikisource
.

89 
Små och stora runt kring jord

90 
Sorgen kan ej frälsa

91 
Sorgsna själ, vem du än är

92 
Strömmen från vår Frälsares sår

93 
Så nära Guds rike

94 
Så trött på synd och värld

95 
Så älskade Gud världen all
 
Finns på Wikisource
.

96 
Säg mig den gamla sanning

97 
Säg mig den vägen
 
Finns på Wikisource
.

98 
Säg, vill du ej lämna syndens slaveri

99 
Till de renas och heligas hemland vi tåga
 
Finns på Wikisource
.

100 
Till hemmet ovan skyn vi tåga

101 
Trötte vandringsman, o lyssna

102 
Tungt skuggorna föllo

103 
Utanför din hydda står vän som du ej känner

104 
Var och en som hör – o, dyrbara ord

105 
Var är mitt vilsna barn i kväll
 
Finns på Wikisource
.

106 
Varthän gäller resan

107 
Vem kan läka hjärtesåren

108 
Vem kan mig visa vägen hem till min Faders hus

109 
Vem klappar så sakta

110 
Vem som helst kan bli frälst

111 
Vem vill härnäst nu följa Jesus

112 
Vilse i främmande land jag går

113 
Våga dig
 
Finns på Wikisource
.

114 
Än en gång ett kärleksbud

115 
Än finns det rum!

116 
Är du bedrövad, av sorger trängd

117 
Är du borta från din Gud

118 
Är du sargad och betungad

119 
Är du trött av livets hårda strider

120 
Öppen står Guds milda fadersfamn

121 
Öppna hjärtats dörr
```

### Helgelse
```
122 
Ack, när skall min själ finna ro

123 
Allt för dig jag nu omtalar

124 
Allt för Jesus jag uppgiver

125 
Att vara Kristi brutna bröd

126 
Att vila vid din sidas sår

127 
Av häpnad och undran jag stannar

128 
Blodröd synd tvås vit som snö

129 
Det går en ström från mitt sidosår

130 
Det är för oss detta liv underbara

131 
Dig vill jag älska, du min Gud

132 
Dyre Jesus, du mig frälsar

133 
Dyre Jesus, du är min

134 
Dyre Jesus, o, jag längtar

135 
Då jag beskådar korsets stam
 
136 
Då min levnad jag begrundar

137 
Då vi vandrar med Gud, ledda helt av hans bud

138 
En dag jag möter på en enslig stig

139 
En tro mig giv som segra kan

140 
Ett med min Gud

141 
Ett stilla barnahjärta

142 
Fader, du vars hjärta gömmer

143 
Fast blodröd var min synd

144 
Finns det kraft uti källan av blod

145 
Fordom trodde jag mig äga liv i Jesus

146 
Från varje fläck tvådd skär

147 
Frälsare kär, o, jag beder

148 
Följ med mig fram till korset, där Jesus för dig led

149 
Giv mig den tro som Jesus haft

150 
Golgata källa renar från synden

151 
Gud, jag hör att du utsänder skurar av välsignelse
 
152 
Gudomskärlek rik och mäktig

153 
Guds kärleks flod så full av frid
 
154 
Guds rena lamm, jag flyr till dig

155 
Har du blodets kraft förnummit i din själ

156 
Herre, Herre, du mig utrannsakat

157 
Herre, i blodet som utgjutet är

158 
Herre Jesus, dig jag älskar

159 
Herre, nu åt dig jag giver allt jag har och allt jag är

160 
Herre, rena mig från synden

161 
Hjärtat åstundar din närhet

162 
Huru ljuva, o Gud, äro mig dina bud
 
163 
Härlig frälsning! Härlig frälsning!

164 
I din närhet, o min Herre

165 
Jag bär till Jesus hjärtat

166 
Jag en stämma hör

167 
Jag gav mitt liv för dig

168 
Jag giver mitt allt åt Jesus

169 
Jag har kommit till Herrens välsignelsedal

170 
Jag hör din ljuva röst

171 
Jag vill älska dig, o Jesus

172 
”Jag vägen är” har Jesus sagt

173 
Jag är din, o Gud

174 
Jesus, din röst har så ofta bjudit mig

175 
Jesus, du för mig vandrat korsets stig

176 
Jesus, du har ju bjudit mig bära mitt kors och följa dig

177 
Jesus, du min högsta glädje är

178 
Jesus, du som dig utgivit

179 
Jesus dyre Jesus

180 
Jesus, håll mig nära korset

181 
Jesus, håll mig vid ditt kors

182 
Jesus, jag mitt kors har tagit

183 
Jesus, min brudgum kär

184 
Jesus, min konung, jag vill följa dig

185 
Jesus, själens brudgum kär
 
186 
Kom helge Ande, att gästa min själ

187 
Kom, o, helge Ande

188 
Kärlek utan gräns och mått

189 
Låt mig gå! Se, dagen nalkas

190 
Låt mig sticka min hand i din sida

191 
Låt min ande spegla klar din bild som korset bar

192 
Med Andens eld kom

193 
Med bävande hjärta jag söker dig

194 
Med min lampa tänd jag väntar glädjebudet höra få

195 
Medan kärleken från korset talar

196 
Mer helighet giv mig

197 
Min Gud och Fader, lär du mig

198 
Min kropp, min själ och ande

199 
Min synd är lagd på Jesus

200 
Min tro ser upp till dig

201 
Mitt i all min egen strävan

202 
Må med rosor vår väg vi betäcka

203 
Nu jag kommer, Jesus kär
 
204 
Nu vid ditt kors jag böjer mig i lydnad för ditt bud

205 
O, du Guds lamm

206 
O Gud, du klara, rena låga

207 
O Gud, jag vet att du är min

208 
O Herre, kom, som du kom i fordom tid

209 
O Jesus, jag längtar bli fullkomligt ren

210 
O, kom, du främling

211 
O, vad bitter sorg jag känner

212 
O, vad ljuvlig fröjd jag känner
 
213 
O, vilket ljuvligt fröjdebud

214 
O, vore blott mitt hjärta fritt från syndens makt
 
215 
Om i mitt hjärta finns en vrå som fri från synd ej är

216 
På vägen uppåt skyndar jag

217 
Skurar av nåd skola falla
 
218 
Säg, finns en ström, som helt från synden renar
 
219 
Säg mig huru jag skall bli ren
 
220 
Sänd, o Herre, en våg ifrån Golgata höjd

221 
Tag mitt liv och helga mig

222 
Till fånge gör mig, Gud

223 
Trött jag vill digna, Herre

224 
Två mig, o Herre, så vit såsom snö

225 
Vill du från syndernas börda bli fri

226 
Vänd ditt ansikte till mig
```

### Det Kristna Livet

#### Andakt och bön
```
227 
Bed i solig morgontimma

228 
De stråla underskönt från himlafaderns hus
 
229 
Det finns en stund av ljuvlig ro

230 
Du som av kärlek varm

231 
En dyr klenod, en klar och ren

232 
En liten stund med Jesus

233 
Herre, du som vägen känner
 
234 
Herre, jag vill bida

235 
Herre, med kraft ifrån höjden bekläd mig

236 
Hjorten som törstig flämtar

237 
Hur ljuvt det är att komma

238 
Här samlas vi omkring ditt ord

239 
I min stilla vrå jag beder

240 
Jag behöver dig, o Jesus, dig som har mig återlöst
 
241 
Jag ser dig hög i gycklarskruden

242 
Jag vet en hälsning mera kär

243 
Jesus kär, gå ej förbi mig

244 
Jesus, led mig varje dag
 
245 
Jesus, se till din plantering

246 
Lyft på bönens vingar närmar jag mig Gud

247 
Långt bortom rymder vida

248 
Låt mig leva, låt mig verka

249 
Mästare, alla söka dig

250 
Närmare, Gud, till dig

251 
Närmare, o, Jesus Krist, till dig

252 
O, hur skönt att som Elia stå för Jehova

253 
O kärlek, som ej lämnar mig

254 
Sänd av himlens sol en strimma

255 
Sänd, Gud, din helge And’ ned över mig

256 
Sänd honom bud, vars namn är Jesus Krist

257 
Tala till mig, o Herre

258 
Tränger i dolda djupen ner

259 
Urtidsklippa, i din klyfta göm du mig!

260 
Vid korset böjd jag vill i bön nu bida

261 
Vilken vän vi har i Jesus
```

#### Jubel och tacksägelse
```
262 
Alla Herrens vägar äro godhet, sanning, trofasthet

263 
Borta för alltid är förvisst den dag

264 
Det närmar sig målet, jag sjunger med fröjd

265 
Det är saligt på Jesus få tro

266 
Dig hylla vi, o, Jesus Krist

267 
Dig, Jesus jag älskar

268 
Dig skall min själ sitt offer bära

269 
Din närhet salighet mig bringar

270 
Ditt namn, o Jesus, upphöjt är

271 
Då Jesus tog min syndaskuld
 
272 
Ej silver, ej guld har förvärvat mig frälsning

273 
En vän har jag funnit

274 
En vän jag har i Jesus

275 
Farväl, o värld

276 
Fjättrad vid en värld

277 
Fram över våg som brusar

278 
Fröjd, frid och hopp

279 
Fröjd, fröjd, fröjd

280 
Fröjden er, så Herrens maning ljuder
 
281 
Fyll jorden med lovsång

282 
För mig du göt ditt dyra blod

283 
Förblekna, jordens fröjd

284 
Glad som fågeln på sin gren i lunden

285 
Gud ger mera nåd

286 
Gud är trofast, vare det din borgen

287 
Guds kärlek har ej gräns

288 
Guds namn är ett fäste

289 
Guds nåd är ny idag

290 
Guds nåd är rik och underbar

291 
Han älskar mig, o, sjung det ut

292 
Himmelsk glädje kan du äga

293 
Himmelsk glädje och musik

294 
Hur ljuvt det namnet Jesus är
 
295 
Hur underlig är du i allt vad du gör

296 
Härligt strålar Guds eviga ljus

297 
I himlen och på jorden

298 
Ingen lik Jesus i fröjd och smärta

299 
Jag funnit pärlan underbar

300 
Jag går till det land där ovan

301 
Jag har hört om en Frälsare nådig och god

302 
Jag har kommit hem till min Faders hus

303 
Jag hörde Jesu dyra ord

304 
Jag kan icke räkna dem alla

305 
Jag lyfter mina ögon upp till bergen

306 
Jag sjunger halleluja

307 
Jag vilse gick i många år

308 
Jesu rika kärlek

309 
Jesus allena mitt hjärta skall äga

310 
Jesus, det skönaste

311 
Jesus har jag funnit

312 
Jesus, min Jesus

313 
Jesusnamnet bleknar aldrig
 
314 
Jubla, min tunga, upp att lovsjunga

315 
Jubla nu, mitt sälla hjärta

316 
Kom, låt oss sjunga

317 
Kristus vandrar bland oss än

318 
Låt oss förena oss i sång

319 
Låt vårt budskap ljuda

320 
Med snabba steg soldaten går mot himlens sälla land

321 
Min Fader regerar mång tusende land

322 
Min Gud, huru saligt att helt vara din
 
323 
Min sång skall bli om Jesus

324 
Mitt hjärta sjunger

325 
Mitt hjärta söker dig alltjämt

326 
Nu natten svunnit, dagen grytt

327 
Nu är jag nöjd och glader

328 
Nu är syndens boja krossad

329 
När en syndare vänder om

330 
När Guds nådessolsken lyser in

331 
O giv mig tusen tungors ljud

332 
O, hur saligt att få vandra

333 
O, jag ser min Faders hand i naturens under

334 
O, jag vet ej en vän lik Jesus

335 
O Jesus, din kärlek

336 
O, store Gud

337 
O, säg mig om och om igen

338 
O, sällhet stor, som Herren ger
 
339 
På det stora hav vi segla

340 
På en avlägsen höjd

341 
Ring i himlens klockor

342 
Sjung av fröjd

343 
Sjung om Jesu underbara kärlek

344 
Stige högt mot himlen

345 
Stäm upp, stäm upp

346 
Stämmen upp med fröjdfull tunga
 
347 
Säg, känner du det underbara namnet

348 
Tack, min Gud, för vad som varit

349 
Tag det namnet Jesus med dig som ett skydd i farlig tid

350 
Till frälsningens saliga brunnar vi gå
 
351 
Vem är denne som ibland oss går

352 
Vilken kärlek underbar

353 
Vilken sång, vilket jubel

354 
Vår store Gud gör stora under

355 
Åter, åter för mig beskriv

356 
Är det sant att Jesus är min broder
 
357 
Är du glad, av hjärtat nöjd

358 
Är mitt liv en svår och tröttsam färd
```

#### Erfarenhet och vittnesbörd
```
359 
Alla tvivel bär till Jesus

360 
Allenast i tro till Gud min själ är stilla

361 
Bida blott, bida blott

362 
Bida blott! Din Herre dig ej glömma skall

363 
Bland syndens rev en gång jag drev

364 
Bliv ej försagd
 
365 
Blott en dag

366 
Borta jag gick ifrån Gud många år

367 
Böjd invid korset där Jesus dog

368 
Det följer en morgon på mörkaste natt

369 
Det går en väg till himlens land

370 
Du ängsliga, fruktande hjärta

371 
Du är mig när var dag, var stund som flyr

372 
Du är min klippa, dyraste Jesus

373 
Då mitt hjärta var kallt

374 
En gång på korset för mig Jesus dog

375 
Fullkomlig frid i tillit till min Jesus

376 
Giv mig den frid som du, o Jesus, giver

377 
Gud är din Fader, tro honom blott

378 
Guds källa har vatten tillfyllest för törstande kvinnor och män

379 
Guds väg i dunkel ofta går

380 
Gå till Jesus, vännen framför alla

381 
Hans röst jag förnam uti främmande land

382 
Har du ankarfäste

383 
Hela vägen genom livet

384 
Hela vägen går han med mig

385 
Herre kär, hos dig är tillflykt

386 
Herre, låt ingenting binda de vingar

387 
Hur underbart att vandra få med Gud

388 
Högre, långt högre än skyarna går

389 
I Herrens barmhärtiga händer

390 
I synden förr jag haft min lust

391 
Intet öga skådat Gud vår faders drag

392 
Jag ofta i mörker har famlat

393 
Jag seglar fram över livets hav

394 
Jag vill nu endast lita på Jesus dag för dag

395 
Jag vill städs ha Jesus med mig

396 
Jag vill tjäna Jesus bättre

397 
Jesus har min synd förlåtit

398 
Jesus är min Frälsare

399 
Jesus är min herde god

400 
Ljuvlig viloplats jag har invid Jesu hjärta

401 
Ljuvt är det löftet: Jag dig ej förgäter

402 
Löftena kunna ej svika

403 
Min fot var trött att vandra på dunkel, självvald stig

404 
Min framtidsdag är ljus och lång

405 
Min gårdag är förbi. Den gav mig visshet

406 
Min herde Herren är

407 
Min själ är nu förenad med Kristus

408 
Min skatt är i himlen

409 
Mitt hopp är byggt på säker grund

410 
Möta mig sorger som tynger mig ner
 
411 
När faror hota här på din stig

412 
När världsriken vackla och störta i grus
 
413 
O, du som reser mot himlens land

414 
O Herre, till vem skulle vi då gå hän

415 
O salighet, o gåtfullhet

416 
O, vad är väl all fröjd på jorden
 
417 
Om jag ägde allt men icke Jesus

418 
På syndfull jord har Jesus vandrat

419 
Se på Jesus i växlande tider

420 
Se uppåt i prövningens timma

421 
Stundom bekymrens stora mängd tynger mig maktlös ner

422 
Trygg i min Jesu armar

423 
Tryggare kan ingen vara

424 
Törnen ofta foten stinga
 
425 
Vad dig möter, vad dig händer

426 
Vad är att tro?

427 
Var jag går i skogar, berg och dalar

428 
Vi vandra framåt mot den brusande flod

429 
Vid Jesu hjärta där är lugnt
 
430 
Ängsliga hjärta, upp ur din dvala!

431 
Är mitt kors för tungt för mig?
```

### Strid Och Verksamhet

#### Kamp och seger
```
432 
Använd de tillfällen Herren dig giver

433 
Armén marscherar genom världen

434 
Bjud dem in, de djupast fallna

435 
Blott ett liv att leva – Lev det för din Gud

436 
Det finnes en kämpande skara

437 
Då i striden trötthet når ditt hjärta

438 
En soldat jag nu är bliven

439 
En stridsman uti hären jag blivit

440 
En väg bekväm man bjöd mig gå

441 
Evigt strålar Faderns kärlek

442 
Fast såsom klippan är Guds löftesord

443 
Fram, o, fram till seger

444 
Fram över berg, över dal, över bölja

445 
Framåt, Kristi stridsmän!

446 
Framåt! Så ljuder vårt fältrop idag

447 
Frukta ej, du Herrens lilla kämpaskara

448 
Frälsningsfana! Dina färger fladdra friskt i morgonbris

449 
Full frälsning är vårt motto, full frälsning är vår sång

450 
För Gud och för hans frälsningshär

451 
Gud oss hjälper att modigt strida

452 
Guds segerrika frälsningshär

453 
Guds soldater, rusten eder
 
454 
Hjärtan är det världen kräver

455 
I en värld där sorger, möda, smärta bo
 
456 
I ljuvlig frid, i stridens larm

457 
Jag korsets färg vill bära igenom eld och blod

458 
Jag vill gå med glädje på min Herres bud

459 
Kan du ej främst i skaran gå

460 
Kan du ej för Herren storverk göra

461 
Klinga, min sång, över berg, över slätter

462 
Kom, låt oss fly mot höjderna

463 
Lev för Jesus! Intet annat
 
464 
Lyss, lyss, min själ

465 
Lyssna, Herren talar så

466 
Lyssna, Jesu stämma ljuder

467 
Marsch framåt, så är vår hälsning

468 
Med fröjdfullt mod och själ i brand

469 
Med sång och med jubel till striden vi gå
 
470 
Mästaren till verket kallar

471 
När stridssignalen kallar oss ut till strid

472 
O hur lycklig är den som har Jesus till vän

473 
Pilgrim på väg mot din Faders hus

474 
Pris ske Gud! nu jubla vi

475 
Ropen ut i vida världen att vår Gud är kung

476 
Runt kring jorden i öster och väster du Frälsningsarmén kan få se

477 
Rädda de döende

478 
Samla dem in, ty det än finns rum

479 
Se, vi kämpa för Gud
 
480 
Se, vi tåga fram med sköld och med baner
 
481 
Se, vår skara skall fienden slå

482 
Sen, kamrater, vilka skaror mot fördärvet går

483 
Sjungen högt om frälsning

484 
Själavinnarens lott är den bästa

485 
Skynda med räddningsbåten

486 
Skördens Herre höres mäktigt kalla

487 
Snart skall kröningsdagens morgon skönt upprinna

488 
Soldater, modigt gå framåt
 
489 
Soldater äro vi som glatt gå ut i strid

490 
Strid för sanningen, strid mot fienden

491 
Stridsman är jag

492 
Stridsmän uti hären, stämmen upp en sång
 
493 
Stå upp, stå upp för Jesus

494 
Stå vid din fana i brinnande strider

495 
Sverige för Gud!

496 
Så den ädla säden

497 
Tappre kämpe, fram till seger

498 
Till frälsningssoldat är jag kallad

499 
Till strid för Gud vi glatt framtåga
 
500 
Till strid vi dragit ut

501 
Tänk, vilken underbar nåd av Gud

502 
Under helga fanans rand

503 
Under korsets fana fylkar sig Guds här

504 
Upp, korsets kämpar, upp, envar

505 
Upp, Kristi stridsmän alla

506 
Ut till strid! Hör, ropet skallar!

507 
Uti frälsningshären äro vi soldater

508 
Vem vill kämpa för Gud överallt

509 
Verka, ty natten kommer

510 
Vi bekymras, men vi giva oss ej över

511 
Vi bli hjältar, vi bli hjältar

512 
Vi vilja korsets fana höja

513 
Vi är så röd din nya dräkt

514 
Vår Frälsare kom för att lösa var själ

515 
Vår själ är fylld av heligt lov

516 
Är jag en korsets kämpe

517 
Ära vare Jesus som utgöt sitt blod
```

#### Mission
```
518 
Din spira, Jesus, sträckes ut

519 
Från hav till hav, kring jorden all

520 
Från Lapplands fjäll och sjöar

521 
Tung och kvalfull vilar hela
```

### Evighetshoppet
```
522 
Ack, saliga dag, som i hoppet vi bida
 
523 
Bakom bergen sjunker solen

524 
Bliv kvar hos mig

525 
Bort ifrån skuggors land

526 
Buren högt av nådens vind

527 
De komma från öst och väst

528 
Den himmelska sången har skönare toner

529 
Då vi mötas till sist bortom floden

530 
Ej jag rädes dödens bölja

531 
En morgon utan synd jag vakna får

532 
Evighetens morgon klar en gång skall gry
 
533 
Få vi mötas bortom floden
 
534 
Himmelens stad är härlig

535 
Här växlar det av dagar, år

536 
I djupet av mitt hjärta

537 
I himmelen, i himmelen

538 
I sin kärlek rik och stor

539 
Jag har valt att följa Jesus

540 
Jag ofta hört om det himmelska hem

541 
Jag vill sjunga en sång om det härliga land

542 
Jag är en gäst och främling

543 
Jag är pilgrim, jag är främling

544 
Jag är pilgrim på väg till Sions stad

545 
Jag är så hjärtligt nöjd och glad

546 
Jerusalem, Jerusalem, som ovantill är byggt

547 
Jorden oro har och jämmer

548 
Land framför!

549 
Livets stjärneprydda krona

550 
Lyft dig, min själ, mot Nebos höjder

551 
Lär mig, du skog, att vissna glad

552 
Nattens skuggor sakta vika
 
553 
När den evigt klara morgon gryr

554 
När den gyllne morgon randas klar och skön

555 
När jag har utkämpat striden en gång

556 
När mitt livsverk är ändat

557 
O, giv mig trones vingar
 
558 
O, jag vet en gång

559 
O, jag vet ett härligt land

560 
O, jag vet ett land bortom havets vreda brus

561 
O, jag vet ett land där Herren Gud har berett en stad åt sina kära

562 
O Jerusalem, du gyllne, underbara stad

563 
På Sions berg, där står ett slaktat lamm

564 
Saliga de som ifrån världens öden

565 
Se, mot aftonen det lider

566 
Snart stundar Herrens skördedag

567 
Städse på Sion jag tänker

568 
Så skön går morgonstjärnan fram

569 
Till det härliga land ovan skyn

570 
Till fridens hem, Jerusalem

571 
Till härlighetens höjder i tron jag ställt min färd

572 
Tänk, när en gång det töcken har försvunnit

573 
Tänk, när striden den sista är vunnen

574 
Uti himlens land det sköna

575 
Vi kamrater haft som hårt ha kämpat

576 
Vi tala om sällhetens land
 
577 
Vid basunens ljud

578 
Vilka äro dessa som i himlens land
 
579 
Vill du möta mig därhemma
```

### Högtider

#### Advent
```
580 
Bereden väg för Herran

581 
Gläd dig, du Kristi brud

582 
Gå, Sion, din konung att möta

583 
Hosianna, Davids son

584 
Röj väg för Kristus, Frälsaren

585 
Säg, är han kommen hit till vår jord
```

#### Jul
```
586 
Av himlens höjd oss kommet är

587 
De vise männen följde en stjärnas klara ljus

588 
Det är en ros utsprungen

589 
Då några herdar höllo vakt

590 
Fröjdas, vart sinne

591 
Giv mig ej glans, ej guld, ej prakt

592 
Gläns över sjö och strand

593 
I ljusfull natt
 
594 
Juleljusen härligt glimma
 
595 
Nu tändas tusen juleljus

596 
När Jesusbarnet låg en gång

597 
När juldagsmorgon glimmar

598 
O Betlehem, o Betlehem

599 
O, du saliga, o, du heliga
 
600 
Ringen, i klockor, ja, ringen i midnattens timma
 
601 
Se, löftesstjärnan står i öster

602 
Se, stjärnan, himlens teckenskrift

603 
Stilla natt, heliga natt

604 
Var hälsad, sköna morgonstund
```

#### Passionstid
```
605 
Den stunden i Getsemane

606 
Du bar ditt kors, o Jesus mild

607 
En folkhop mot Golgata drager

608 
Guds rena Lamm, oskyldig

609 
Han på korset, han allena

610 
Hell dig, törnekrönte Konung

611 
Jag kom till korset och såg en man

612 
Jesus lämnade sin boning

613 
Mörk var den stund

614 
O Golgata, där Jesus dog

615 
O huvud, blodigt, sårat

616 
O, se, o, se Guds dyra lamm

617 
Om Herren ville syndarns död

618 
På sitt kors på Golgata Jesus dog för dig och mig

619 
Se Jesus där på korsets stam

620 
Se, vi gå upp till Jerusalem
```

#### Påsk
```
621 
Du segern oss förkunnar

622 
Förfäras ej, du lilla hop
 
623 
Hälsen med jubel det budskap oss hunnit
 
624 
Kristus är uppstånden, fröjda dig, min själ

625 
Nu fröjdetiden inne är

626 
O, saliga stund utan like
 
627 
O, vad fröjd, han lever, vår Immanuel

628 
Upp, min tunga, att lovsjunga

629 
Vad ljus över griften
```

#### Kristi himmelsfärd
```
630 
Till härlighetens land igen
```

#### Pingst
```
631 
När pingstens dag begynte gry
 
632 
O, att den elden redan brunne
 
633 
O, sprid det glada bud

634 
Som sol om våren stiger
```

#### Alla helgons dag
```
635 
För alla helgon, som i kamp för tron

636 
Guds kämpe, håll ut, till dess seger du får
 
637 
Trötte pilgrim på väg till fadershemmets ljusa land

638 
Vem är den stora skaran där
```

### Speciella Sånger

#### Årsskifte
```
639 
Flyende snabbt är livet, kort som en morgondröm

640 
Hav tack, o Gud, för det år som gått

641 
Låt mig börja med dig

642 
Nu kommer kväll med vilans bud

643 
O Gud, vår hjälp i gångna år

644 
Årens synder uppräknas
```

#### Årstiderna
```
645 
Den blomstertid nu kommer

646 
I denna ljuva sommartid
```

#### Morgon och afton
```
647 
Den signade dag

648 
Din klara sol går åter opp

649 
Du är min sol, o, Jesus kär

650 
I öster stiger solen opp

651 
Morgon mellan fjällen

652 
Nu solen går ned

653 
Som sådden förnimmer Guds välbehag

654 
Så går en dag än från vår tid

655 
Var dag är en sällsam gåva
```

#### Årshögtid
```
656 
Pris ske vår Gud, en här åt sig han danat
```

#### Farväl
```
657 
De frälstas syskonband
 
658 
Gud dig följe, tills vi möts igen

659 
Mot mitt hem jag reser glad och nöjd
```

#### Lokalinvigning
```
660 
Till dig, vår Herre och vår Gud
```

#### Bröllop
```
661 
Gud, se i nåd till dessa två

662 
Gud, välsigna dessa hjärtan

663 
Tagen Herren med på vägen
```

#### Barninvigning
```
664 
Vi lägger nu vårt barn i dina armar
```

#### Hemmet
```
665 
Dig vare pris och ära

666 
Välsignat är det hem förvisst
```

#### Land och folk
```
667 
Bevara, Gud, vårt fosterland
```

### Barn Och Ungdom
```
668 
Alltid glad, när blott du går

669 
Blott en gång jag lever i ungdomens vår

670 
Det blir något i himlen

671 
Det finns ett bättre land invid Guds högra hand

672 
Det kriget får aldrig stanna

673 
Du som har kommit till vår jord

674 
Framåt, framåt, det går med liv och lust

675 
"Följ mig!" Hör jag Kristus kalla

676 
Gud som haver barnen kär

677 
Gud vill mig ha till ett solsken

678 
Jag lyfter ögat mot himmelen

679 
Jag vet att för helgon en krona det finns

680 
Jesus för världen givit sitt liv

681 
Jesus kär, jag kommer nu till dig

682 
Jesus kär, min lots du bliv
 
683 
Jesus kär, var mig när

684 
Kan du giva ditt hjärta för tidigt åt Gud

685 
Kristi unga skara

686 
Kristus kallar Sveriges ungdom

687 
Kämpa för ett ädelt mål

688 
Låt din Gud bestämma vägen

689 
Min Gud är en väldig hjälte

690 
När han kommer, när han kommer

691 
När jag ser i Guds bok

692 
O, du sköna ungdomstid

693 
O, hur skönt i livets vår att få älska Gud

694 
O, hur stort att tro på Jesus uti unga år

695 
O Jesus, jag har lovat att bli din följesven

696 
Små, små vattendroppar

697 
Som daggen kommer ur morgonrodnans famn

698 
Tågen fram utan rast mot det härliga land

699 
Ungdom i världen, o, sök Guds ljuva frid

700 
Värj din tro, din ungdoms krafter
```

### Begynnelse Och Avslutning
```
701 
Ack, Herre Jesus, hör min röst

702 
Allena Gud i himmelrik

703 
Bred dina vida vingar

704 
För världens frälsning

705 
Hela världen fröjdes Herran

706 
Helga, Herre, denna dag

707 
Helge Ande, kom från himlen

708 
Helig, helig, helig

709 
Helige Fader, kom och var oss nära

710 
Herre, samla oss nu alla

711 
Herre, signe du och råde

712 
Herren, vår Gud, är en konung

713 
Härlig är jorden

714 
Högtlovat vare Jesu namn

715 
Jag lyfter mina händer

716 
Jesus, låt mig städse börja
 
717 
Kärlek av höjden

718 
Kärlek från vår Gud

719 
Led, milda ljus

720 
Med Gud och hans vänskap

721 
Nu tacker Gud, allt folk
 
722 
O Gud, all sannings källa

723 
Oss välsigna och bevara

724 
Så tag nu mina händer

725 
Vår Gud är oss en väldig borg
```

## Körer

### Bön
```
1 
Helige Ande, himmelske Ande

2 
Ja, jag tror att Gud hör bön

3 
Bed, och Jesus skall hjälpa

4 
Från golgata

5 
Jesus, min Jesus, kom nära

6 
Mig bevara i all fara

7 
Min Jesus kär, blott dig jag vill tillhöra

8 
O, gjut den i min själ

9 
Strömmar av levande vatten

10 
Sänd välsignelsen, sänd den nu

11 
Tala, Gud, din röst är mig så kär

12 
Tala, o tala med Jesus
 
13 
Vi måste bedja mer

14 
Den som beder skall få

15 
Du är dig alltid lika
 (refrängen till sången 
Jesus, du Guds offerlamm
)
16 
Helge Ande, sänk dig ned djupt i själens gömma

17 
Ja, städs jag dig behöver

18 
Jesus, Jesus, jag rör denna stund vid dig

19 
Jesus, min Frälsare talar

20 
Mig till en källa av glädje nu gör

21 
O, sänd en sådan pingst som den

22 
O, sänd oss, Gud

23 
Sänd en väckelse, Gud, låt den börja med mig

24 
Den sökande finner, den bedjande får

25 
Evigt din, endast din
 
26 
Frälsa själar, dyre Jesus

27 
Jesus, lär mig bedja

28 
Mer av dig själv

29 
O, rör vid mig, Herre, o, rör vid mig nu

30 
Till dig jag kommer, världarnas Herre

31 
Min Frälsare, jag kommer

32 
O Gud, till dig min själ ser opp

33 
Tätt invid källan, flödande fri

34 
Välsigna mig, välsigna mig, välsigna mig just nu

35 
Rör vid mig nu
```

### Frälsning
```
36 
Kom, kom, syndare, kom

37 
Blodet, blodet, Jesu dyra blod

38 
Han går omkring, gör väl och hjälper alla

39 
Hans blod den sämste rena kan

40 
I evighet, i evighet

41 
Jesus väntar på dig

42 
Kom med din synd

43 
Nu Golgatavågorna strömma

44 
Nu jag kommer till min Frälsare

45 
O, du måste börja älska Gud

46 
O, lägg den ned, lägg den ned

47 
O, lägg den ned, den börda svår

48 
Och det skall ske att vem som helst av Herren nåd begär

49 
Så öppna, öppna, öppna

50 
Din Frälsare hos dig nu klappar på

51 
Han vill rena dig från synd

52 
Hör, Anden och bruden säga: kom!

53 
Jesus dog för dig

54 
Kom, du skuldbetyngda själ

55 
Mästaren är här, Frälsaren så kär

56 
Skall och du en gång

57 
Du burit din börda, du länge så gjort

58 
Ja, du får komma, allt får du lämna
```

### Helgelse
```
59 
Åter och åter likt en mäktig flod

60 
Du är ju nog för mig

61 
Full förlossning ifrån alla band

62 
Jag hört Jesu stämma

63 
Jag söker nu kraften från hänsvunnen tid

64 
Mer, mera av Jesus
 (Refrängen till sången 
Mera om Jesus, Gud, mig lär
)
65 
O, gör mig mer lik Jesus

66 
Till dig, Guds lamm, jag går

67 
Trogen dig, trogen dig

68 
Guds ord skall hålla

69 
Kraft, kraft, mäktig och rik

70 
Kristi kraft den är för mig

71 
Underbar, underbar kärlek så rik

72 
Visst smal är vägen, men likväl jag följer

73 
Jag ger dig, Gud, mitt allt

74 
Jag längtar och trängtar mot ljuset

75 
Låt din härlighet, Jesus, bli sedd hos mig

76 
Min själ den väntar efter Herren

77 
Mitt kors är ej större än hans nåd

78 
Nu kommer jag, min Gud

79 
Allt jag har nu jag bringar till dig

80 
Nu den kommer, nu den kommer, den helige Andes kraft

81 
Varje timme, varje dag vilja, krafter, Herre, tag

82 
Över mig reningsfloden nu flyter
```

### Jubel, Strid Och Erfarenhet
```
83 
Att vara din, o Jesus, det är livet

84 
En tillflyktsort är urtidens Gud

85 
Halleluja, det håller än

86 
Ljus är min stig, då jag vandrar med dig
 ( = 
Ljus är min stig då jag vandrar med dig
)
87 
Låt oss kämpa glatt emot synd och natt

88 
Mitt uti mörkret Jesus är nära

89 
O, hur härligt att få vara räknad bland Guds krigarskara

90 
Som öster är från väster äro synderna från mig
 ( = 
Som öster är från väster är nu synderna från mig
)
91 
Tåga framåt, se, vi tåga framåt

92 
Vi besegra allt genom Jesu blodskraft

93 
Vårt segel fylls av nådens vind

94 
Därför älskar jag min Jesus

95 
Fram till seger vi marschera

96 
Följa, följa, jag vill följa Jesus

97 
Förr var jag blind, men nu jag ser

98 
Gud en säker seger ger

99 
Guds änglar de vänta, vänta

100 
Han har fört mig ifrån mörker och till ljus

101 
Hand i hand, hand i hand, fram vi går till ett bättre land

102 
Hav tro till Gud

103 
Ja, Jesus är god mot mig

104 
Jag är en stridsman, ära ske Gud

105 
Jesus jag följer, hur det storma må
 ( = 
Jesus jag följer hur det storma må
)
106 
Jesus, Jesus, Jesus, skönsta namn jag vet

107 
Lita, lita blott på Gud

108 
Lita på din Gud, Han är nära
 ( = refrängen till sången 
Över mörka djup, invid branta stup
)
109 
Låt mig höra det berättas

110 
Min evighet skall bliva en sång till Lammets lov

111 
Nu har jag kommit hem

112 
Nu Jesus farkosten styr

113 
När de frälsta tåga in

114 
O, det blod som köpt mig

115 
O, halleluja, fröjd det är
 (refrängen till sången 
Se'n Gud till barn mig tog åt sig
)
116 
Se, snart kommer Jesus för att hämta sin brud

117 
Stormen trotsa vi

118 
Sörj ej för dagar som komma, lämna den flyende tid
 ( = 
Sörj ej för dagar som kommer, lämna den flyende tid
)
119 
Tack, Jesus, tack, du bor i mig

120 
Vår värld för Gud!

121 
Allt blivit nytt!

122 
Elddöpta kämpar med själar i brand

123 
Frälsning jag funnit

124 
Halleluja, nu är jag fri

125 
Han går bredvid mig, jag är ej ensam

126 
Han sörjer väl för mig

127 
Hälsokällan flödar

128 
Ja, lycklig är jag då

129 
Jag står förvisst för Jesus Krist i sorg och nöd, i liv, i död

130 
Jag vet, jag vet att Jesus lever än
 (Refrängen till sången 
Jag tjänar Herren Jesus
)
131 
Jesus han är skönast, honom älskar jag

132 
Jesus har djupt i mitt hjärta lagt en underbar, underbar sång

133 
Jesus är ännu densamme
 ( = 
Jesus är ännu den samme
)
134 
O, han är värd min sång

135 
O, mitt krigarhjärta ropar halleluja

136 
Skola väl stjärnor pryda min krona

137 
Till seger fram marschera vi

138 
Tro som ej slocknar

139 
Upp till himmelen jag ställer färden

140 
Det är lycka och frid

141 
Fram, du kämpahär

142 
Han är densamme än

143 
Hans ansikte går med

144 
Ja, där skall jag sjunga den nya sången

145 
Jag vet på vem jag tröstar

146 
Jag är din, Gud

147 
Jesus han sviker ej

148 
Jesus mina synder tog

149 
Jesus är min tillflykt uti stormens tid

150 
Lid även du som en Jesu Krist stridsman

151 
Låt frälsningsvagnen rulla

152 
O, helt visst börjar dagen bryta in

153 
O, ja, o, ja, det är bäst att vara frälst

154 
Se, Jesus är en klippa i ett törstigt land

155 
Syndabördan som jag bar Jesus själv borttagit har

156 
Sällt det folk som jubelklangen förstår

157 
Till vårt hem nu vandra vi

158 
Allting som jag har jag fått det av min Fader

159 
Den klippan är i sorg, i nöd

160 
Det är fröjd att Jesus tjäna

161 
Fadershanden leder mig

162 
Frid som kan bevara

163 
Han sökte, han fann mig

164 
Hemåt det går över berg, över dal

165 
Himmelska Kanaan, o, underfulla Kanaan

166 
Jesu kärleksrika famn

167 
Jesus, jag vill följa dig var dag

168 
Just för mig

169 
Mitt hjärta, sjung halleluja
```